# Orlando Prado
Orlando Prado (Lima, 16 de fevereiro de 1972) é um ex-futebolista peruano que atuava como defensor.

## Carreira
Orlando Prado integrou a Seleção Peruana de Futebol na Copa América de 1997.